# La Villedieu-du-Clain
 La Villedieu-du-Clain  es una población y comuna francesa, en la región de Poitou-Charentes, departamento de Vienne, en el distrito de Poitiers. Es el chef-lieu del cantón de su nombre.

## Demografía
| 440 | 537 | 831 | 1091 | 1356 | 1327 |
| Para los censos de 1962 a 1999 la población legal corresponde a la población sin duplicidades (Fuente: INSEE [Consultar]) |     |     |      |      |      |